# Infirmier auxiliaire

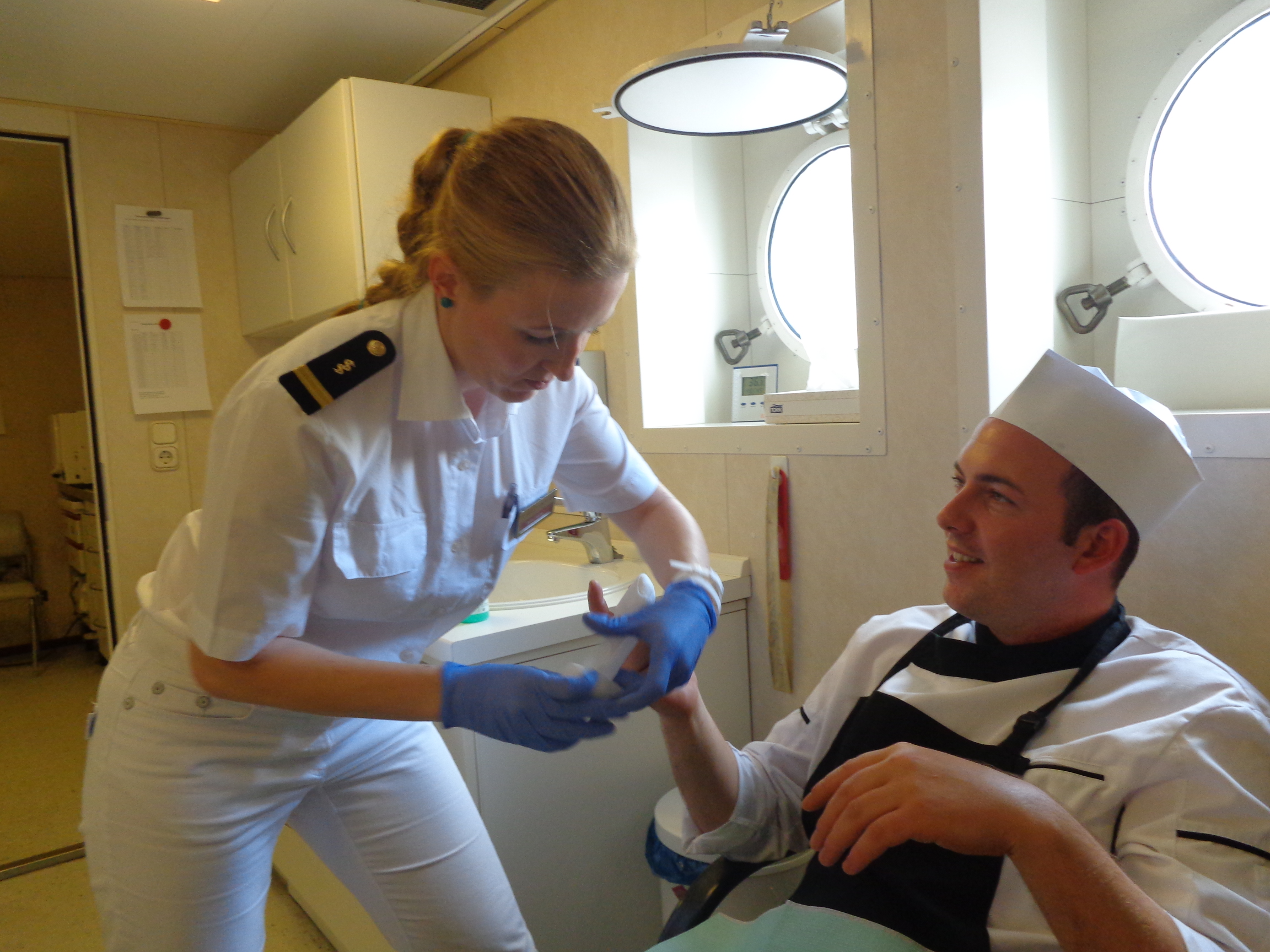
Infirmière auxiliaire appliquant un soin.

L'infirmière (ou infirmier) auxiliaire est un professionnel du secteur de la santé au Canada.

## Origine
Charlotte Tassé (1893-1974), garde-malade canadienne-française au Sanatorium Albert Prévost inc a contribué à créer une nouvelle classe d’infirmières au Québec; les gardes-malades auxiliaires. Elle a administré deux écoles d’infirmières, a également lancé une revue professionnelle, La garde-malade canadienne-française.

## Définition
Détenteur d'un diplôme d'études professionnelles (DEP) en Santé, assistance et soins infirmiers (1800 heures de formation, dont 60% est constitué de stage) et membre de l'Ordre des infirmières et infirmiers auxiliaires du Québec (OIIAQ), (si au Nouveau-Brunsiwick, étalement de l'association des infirmiers et infirmières auxiliaires du Nouveau-Brunswick (IIAANB)).

## Fonctions
Les infirmières auxiliaires interviennent en appui au travail des infirmiers et des médecins. Ils ont entre autres pour tâches d'effectuer le suivi des signes vitaux, de l'alimentation, de l'élimination, de l'observation de l'évolution de ses patients et de rapporter chaque anomalie ou changement aux infirmières/infirmiers responsables. Ils effectuent les soins de première ligne, les divers prélèvements, les suivis de médication et recommandent des changements lors de baisse de saturation, de pression ou tout autre dégradation de l'état de santé. Ils effectuent les tâches recommandées dans les différents plans de soins élaborés par les infirmiers ou les médecins, participent aux rencontres et aux décisions de l'équipe de soin, complètent les grilles des tests de mémoires, pratiquent un  ECG lorsque prescrit par le médecin ou l'infirmier.
Dans le domaine des soins palliatifs, ils accompagnent la personne en fin de vie et apportent un soutien à ses proches et appliquent les ordonnances en cas de détresse respiratoire ou de sédation palliative, tel que prescrit par le médecin.
Ils prodiguent des soins et des traitements infirmiers et médicaux dans le but de maintenir la santé et la rétablir et de prévenir la maladie en donnant les enseignements nécessaires aux patients et à ses proches et en prodiguant les soins de premières lignes.
À la demande des médecins et/ou infirmier, ils peuvent également faire des suivis et du nettoyage de plaies, installer des sondes, installer des cathéters de NaCl (pas de médication) et faire des suivis d'opiacés. Ils font les changements de pansement et les suivi post-opératoire. Ils sont les yeux et les oreilles des infirmiers et permettent un suivi adéquat des patients.
Également présents lors de campagne de vaccination, ils respectent les lignes du PIQ (Protocole d'immunisation du Québec), peuvent effectuer des traitements de désensibilisation, et même des injections de botox en médecine esthétique.
L'infirmier/infirmière auxiliaire peut travailler en milieu hospitalier, centre d'hébergement, compagnie d'assurance, établissement scolaire et dans certaines entreprises. L'échelle salariale actuelle est autour de 22.59$/heure à l'entrée sur le marché du travail.